# Iłżanka
Die Iłżanka ist ein linker Zufluss der Weichsel in Polen. Sie entspringt in den Iłżaer Vorbergen des Kielcer Berglands in der Woiwodschaft Heiligkreuz, erreicht aber sogleich die Woiwodschaft Masowien, durchfließt das Städtchen Iłża und verläuft von dort in nordöstlicher Richtung, bis sie bei Osuchów nach Ostsüdosten abbiegt und diese Richtung bis zur Mündung in die Weichsel bei Chotcza-Józefów nach einem Lauf von 77 km beibehält. Das Einzugsgebiet wird mit 1127 km² angegeben.